# Parafia Zmartwychwstania Pańskiego w Dachau
Parafia Zmartwychwstania Pańskiego – parafia prawosławna w Dachau istniejąca od 1997.
Powstanie parafii było związane z budową prawosławnej kaplicy Zmartwychwstania Pańskiego na terenie byłego nazistowskiego obozu koncentracyjnego KL Dachau. Została ona poświęcona w 1995 przez patriarchę Moskwy Aleksego II. Początkowo to w niej odbywały się regularne nabożeństwa, chociaż wspólnota prawosławna z Dachau nie posiadała jeszcze statusu parafii.
W 1997 kaplica była już zbyt mała, by pomieścić wszystkich prawosławnych Rosjan z Dachau i okolic. W związku z tym na mocy umowy z samorządem lokalnym prawosławni otrzymali dawną katolicką kaplicę św. Otylii. W tym roku parafia została formalnie zarejestrowana. Kaplica w Dachau jest nadal używana, są w niej odprawiane nabożeństwa żałobne.
Parafia wydaje rosyjskojęzyczną gazetę Lampada.